# 安永聡太郎
安永 聡太郎（やすなが そうたろう、1976年4月20日 - ）は、山口県宇部市出身の元プロサッカー選手、サッカー指導者・解説者。現役時代のポジションはフォワード。
日本人として初めて、スペインリーグでプレーした。
長男の安永玲央もプロサッカー選手（松本山雅FC所属）。

## 来歴
清水商業高校時代には佐藤由紀彦らと共に、2年次に高校選手権、全日本ユースの二冠、3年次には高校総体、全日本ユースの二冠に貢献し、U-20日本代表に招集された。
卒業後の1995年にJリーグの横浜マリノスに入団。その年に28試合に出場し、Jリーグ制覇を経験した。1997/98シーズンにはスペインのセグンダ・ディビシオンのUEリェイダ（ジェイダ、レリダ）にテスト入団を経て期限付き移籍、34試合に出場し4得点を挙げた。1998年6月、横浜Mに復帰。同年9月末には日本代表候補に選ばれ、合宿に参加。
1999年には清水エスパルスに移籍金約9千万円で完全移籍。ゴール数は少なかったが、レギュラーとして活躍した。特に1999年Jリーグ2ndステージでは、2位の横浜FMとの直接対決になった第14節で決勝ゴールを決め、清水は初のステージ優勝を決めた。2001年9月、ゼムノビッチ・ストラヴゴ監督の練習方針をマスコミを通して批判し、約1ヶ月間の謹慎処分を受けた後、残留争いに苦しんでいた古巣横浜F・マリノスに翌年1月末までの期限付き移籍の形式で復帰。清水との契約が終了した翌年は横浜FMに移籍。2002年シーズン途中にラザロニ監督と衝突し、紅白戦に参加することも許されなくなり、2002/03シーズンには再びスペイン・セグンダ・ディビシオンのラシン・フェロルに期限付き移籍した。フェロルでは、12試合に出場して1得点を挙げ、チームから高評価を得るが横浜FMのチーム復帰依頼により日本へ戻る。2004年の暮れにクラブから戦力外通告を受け柏レイソルへ移籍。
2005年にかつて横浜マリノスの監督だった早野宏史が率いる柏レイソルに移籍したが、満足な活躍が出来ず同年限りで現役を引退した。
2006年10月29日には横浜FMでのチームメートだった柳想鐵との合同引退試合として「横浜F・マリノスOBチーム対静岡県連合スターズ」が開催された 。これは「横浜F・マリノスみなとみらい21トレーニングセンター」（マリノスタウン）の開場記念試合ともなった。
引退後は、2007年から日本サッカー協会が進めているJFAこころのプロジェクト（ユメセン）の専属講師として、日本全国の小学校などでサッカー教室を開催しながら、衛星放送のWOWOWで放映されるリーガ・エスパニョーラ（スペイン1部リーグ）の試合中継やダイジェスト番組で解説者を務めている。
2016年4月、CPサッカー（脳性まひ者7人制サッカー）日本代表監督に就任。同年8月、SC相模原監督に就任。監督としての初年度・2016シーズンは1勝2分7敗という成績だったが、クラブは監督として契約を更新した。2017年11月、17チーム中11位と成績不振からクラブと協議の上、2017年シーズン残り2節を残して辞任。

## エピソード
- 清水エスパルス在籍時代、同い年のFW久保山由清との絶妙なコンビーネーションは、漫才師のやすし・きよしになぞらえ「ヤスキヨコンビ」と呼ばれるほどであった。
- リェイダでのテスト入団時に安永を評価して入団させたのは、後にセビージャFCを率いてUEFAカップやコパ・デル・レイなどを制したファンデ・ラモス監督だった。
- 2学年後輩で、F・マリノスでも一緒にプレーした岡山一成と顔が似ているとされる（岡山の項目参照）。
- ボールに対して遠いゴールポスト側である「ファー(far)」を「フォア」と言う。
- F・マリノス同期入団の松田直樹とは無二の親友。松田の突然の逝去の折、その告別式で弔辞を読んだ。火葬の際、松田が生前右ひざの手術で足に入れたボルトが出てきて、安永はそのボルトを遺族から形見として受け取った。安永は「このボルトは直樹を苦しめていた痛みを救ってくれたもので、直樹の熱い想いも支えてくれたもの。これにありがとうと言いたい」と、松田を偲んでいた。
- 2011年10月3日、佐藤由紀彦とともに「一般財団法人松田直樹メモリアル」を設立。2012年1月22日に横浜国際総合競技場で行われた「松田直樹メモリアルゲーム」では得点を挙げている。

## 所属クラブ
- 上宇部中学校
- 清水商業高校
- 1995年 - 1998年 横浜マリノス
  - 1997年 - 1998年 UEリェイダ (期限付き移籍)
- 1999年 - 2001年 清水エスパルス
- 2001年 - 2004年 横浜F・マリノス
  - 2002年 ラシン・フェロル (期限付き移籍)
- 2005年 柏レイソル

## 個人成績
| 国内大会個人成績 | 国内大会個人成績 | 国内大会個人成績 | 国内大会個人成績 | 国内大会個人成績 | 国内大会個人成績              | 国内大会個人成績 | 国内大会個人成績 | 国内大会個人成績 | 国内大会個人成績 | 国内大会個人成績 | 国内大会個人成績 |
| 年度             | クラブ           | 背番号           | リーグ           | リーグ戦         | リーグ戦                      | リーグ杯         | リーグ杯         | オープン杯       | オープン杯       | 期間通算         | 期間通算         |
| 年度             | クラブ           | 背番号           | リーグ           | 出場             | 得点                          | 出場             | 得点             | 出場             | 得点             | 出場             | 得点             |
| 日本             | 日本             | 日本             | 日本             | リーグ戦         | リーグ戦                      | リーグ杯         | リーグ杯         | 天皇杯           | 天皇杯           | 期間通算         | 期間通算         |
| ---------------- | ---------------- | ---------------- | ---------------- | ---------------- | ----------------------------- | ---------------- | ---------------- | ---------------- | ---------------- | ---------------- | ---------------- |
| 1995             | 横浜M            | -                | J                | 28               | 1                             | -                | -                | 2                | 0                | 30               | 1                |
| 1996             | 横浜M            | -                | J                | 11               | 1                             | 6                | 0                | 1                | 0                | 18               | 1                |
| 1997             | 横浜M            | 17               | J                | 9                | 1                             | 6                | 2                | -                | -                | 15               | 3                |
| スペイン         | スペイン         | スペイン         | スペイン         | リーグ戦         | リーグ戦                      | 国王杯           | 国王杯           | オープン杯       | オープン杯       | 期間通算         | 期間通算         |
| 1997-98          | リェイダ         | 23               | セグンダ         | 34               | 4                             |                  |                  | -                | -                |                  |                  |
| 日本             | 日本             | 日本             | 日本             | リーグ戦         | リーグ戦                      | リーグ杯         | リーグ杯         | 天皇杯           | 天皇杯           | 期間通算         | 期間通算         |
| 1998             | 横浜M            | 29               | J                | 19               | 6                             | 3                | 0                | 1                | 0                | 23               | 6                |
| 1999             | 清水             | 21               | J1               | 29               | 5                             | 3                | 0                | 2                | 0                | 34               | 5                |
| 2000             | 清水             | 9                | J1               | 24               | 3                             | 4                | 2                | 3                | 1                | 31               | 6                |
| 2001             | 清水             | 9                | J1               | 12               | 2                             | 0                | 0                | -                | -                | 12               | 2                |
| 2001             | 横浜FM           | 19               | J1               | 6                | 0                             | 0                | 0                | 1                | 0                | 7                | 0                |
| 2002             | 横浜FM           | 19               | J1               | 4                | 0                             | 1                | 0                | -                | -                | 5                | 0                |
| スペイン         | スペイン         | スペイン         | スペイン         | リーグ戦         | リーグ戦                      | 国王杯           | 国王杯           | オープン杯       | オープン杯       | 期間通算         | 期間通算         |
| 2002-03          | フェロル         | 16               | セグンダ         | 12               | 1                             | 1                | 1                | -                | -                | 13               | 2                |
| 日本             | 日本             | 日本             | 日本             | リーグ戦         | リーグ戦                      | リーグ杯         | リーグ杯         | 天皇杯           | 天皇杯           | 期間通算         | 期間通算         |
| 2003             | 横浜FM           | 19               | J1               | 8                | 1                             | 3                | 0                | 2                | 1                | 13               | 2                |
| 2004             | 横浜FM           | 19               | J1               | 7                | 0                             | 4                | 0                | 2                | 0                | 13               | 0                |
| 2005             | 柏               | 29               | J1               | 8                | 1                             | 3                | 0                | 0                | 0                | 11               | 1                |
| 通算             | 日本             | 日本             | J1               | 165              | 21                            | 33               | 4                | 14               | 2                | 212              | 27               |
| 通算             | スペイン         | スペイン         | セグンダ         | 46               | 5                             | 1                | 1                | -                | -                | 47               | 6                |
| 総通算           | 総通算           | 総通算           | 総通算           | 211              | 26\|\|\|\|\|\|14\|\|2\|\|\|\| |                  |                  |                  |                  |                  |                  |

その他の公式戦
- 1995年
  - Jリーグチャンピオンシップ 1試合0得点
- 1999年
  - スーパーカップ 1試合0得点
  - Jリーグチャンピオンシップ 2試合0得点
- 2001年
  - スーパーカップ 1試合0得点

その他の国際公式戦
- 2004年
  - A3チャンピオンズカップ 1試合1得点
- Jリーグ初出場：1995年6月17日 サントリーシリーズ第17節 横浜マリノス 3-1 ガンバ大阪（三ツ沢球技場）
- Jリーグ初得点：1995年10月21日 ニコスシリーズ第18節 柏レイソル 4-2 横浜マリノス（国立競技場）

## 代表歴
- U-20日本代表
  - 1995年 FIFAワールドユース
- U-23日本代表
  - 1996年 アトランタ五輪代表　バックアップメンバー
- 1998年 日本代表候補

## 指導歴
- 2016年4月 - 同年8月 CPサッカー日本代表 監督
- 2016年8月 - 2017年 SC相模原 監督
- 2021年 専修大学サッカー部 ヘッドコーチ

## 監督成績
| 年度 | クラブ | 所属 | リーグ戦 | リーグ戦 | リーグ戦 | リーグ戦 | リーグ戦 | リーグ戦 | カップ戦 | カップ戦   |
| 年度 | クラブ | 所属 | 順位     | 勝点     | 試合     | 勝       | 分       | 敗       | リーグ杯 | 天皇杯     |
| ---- | ------ | ---- | -------- | -------- | -------- | -------- | -------- | -------- | -------- | ---------- |
| 2016 | 相模原 | J3   | 11位     | 5        | 10       | 1        | 2        | 7        | -        | -          |
| 2017 | 相模原 | J3   | 12位     | 39       | 32       | 9        | 12       | 11       | -        | 県予選敗退 |

- 2016年はシーズン途中の成績。
- 2017年は第32節で辞任。